# 1兆元クラブ
1兆元クラブ（いっちょうげんクラブ、中国語: 万亿俱乐部）とは、市内における域内総生産（英語: GRP, Gross Regional Product）が1兆元を超える中華人民共和国の都市群。中国国内における高い経済力を示す指標となる。2006年に上海市が初めて1兆元を突破し、以降1兆元を超える都市は年々増加している。1兆元都市（いっちょうげんとし、中国語: 万亿元城市）と表記される場合もある。

## 一覧
| 2006年 | 上海市 | 直轄市           |
| 2008年 | 北京市 | 直轄市           |
| 2010年 | 広州市 | 広東省・副省級市 |
| 2011年 | 深圳市 | 広東省・副省級市 |
| 2011年 | 天津市 | 直轄市           |
| 2011年 | 蘇州市 | 江蘇省・地級市   |
| 2011年 | 重慶市 | 直轄市           |
| 2014年 | 武漢市 | 湖北省・副省級市 |
| 2014年 | 成都市 | 四川省・副省級市 |
| 2015年 | 杭州市 | 浙江省・副省級市 |
| 2016年 | 南京市 | 江蘇省・副省級市 |
| 2016年 | 青島市 | 山東省・副省級市 |
| 2017年 | 無錫市 | 江蘇省・地級市   |
| 2017年 | 長沙市 | 湖南省・地級市   |
| 2018年 | 寧波市 | 浙江省・副省級市 |
| 2018年 | 鄭州市 | 河南省・地級市   |

なお、これら都市群の中でも最上位に位置する上海市と北京市は3兆元を超え、3兆元クラブとも称される。